# حميد برناوي
حميد برناوي (3 ديسمبر 1937 - 6 مايو 2020) كان لاعب كرة قدم جزائري محترف لعب في مركز مهاجم.

## إحصائيات المهنة

### نوادي
| النادي          | الموسم               | الدوري                 | الدوري       | الدوري  | كأس          | كأس     | المجموع      | المجموع |
| النادي          | الموسم               | القسم                  | عدد الباريات | الأهداف | عدد الباريات | الأهداف | عدد الباريات | الأهداف |
| --------------- | -------------------- | ---------------------- | ------------ | ------- | ------------ | ------- | ------------ | ------- |
| اتحاد الجزائر   | 1962–63 [الإنجليزية] | كريت أوكريومز دي أونور | —            | —       | —            | —       | —            | —       |
| اتحاد الجزائر   | 1963–64              | القسم الشرفي           | —            | —       | —            | —       | —            | —       |
| اتحاد الجزائر   | 1964–65              | الوطنية                | —            | —       | —            | —       | —            | —       |
| اتحاد الجزائر   | 1965–66              | القسم الشرفي           | 18           | 2       | 3            | 1       | 21           | 3       |
| اتحاد الجزائر   | 1966–67              | الوطنية الثانية        | —            | —       | —            | —       | —            | —       |
| اتحاد الجزائر   | 1967–68              | الوطنية الثانية        | —            | —       | —            | —       | —            | —       |
| اتحاد الجزائر   | 1968–69              | الوطنية الثانية        | —            | —       | —            | —       | —            | —       |
| اتحاد الجزائر   | 1969–70              | الوطنية الأولى         | —            | —       | —            | —       | —            | —       |
| اتحاد الجزائر   | المجموع              | المجموع                | —            | —       | —            | —       | —            | —       |
| المجموع الوظيفي | المجموع الوظيفي      | المجموع الوظيفي        | 0            | 0       | 0            | 0       | 0            | 0       |

## الأوسمة
- بطل وطني الفائز: 1962-1963
- وصيف كأس الجزائر1968-69 و1969-70